# Нижнее Маялово
 Нижнее Маялово  — деревня в Подосиновском районе Кировской области. Входит в состав Демьяновского городского поселения. 

## География
Примыкает с юго-востока к центру поселения поселку Демьяново.

## История
Известна с 1978 года как Центральная усадьба совхоза «Подосиновский», в 1989 году 198 жителей. Настоящее название утвердилось с 1998 года.

## Население
Постоянное население составляло 187 человек (русские 96%) в 2002 году, 156 в 2010.